# Montgibaud
Montgibaud é uma comuna francesa na região administrativa da Nova Aquitânia, no departamento de Corrèze. Estende-se por uma área de 13,99 km². Em 2010 a comuna tinha 242 habitantes (densidade: 17,3 hab./km²).